# 牡丹蝶扇彩
『牡丹蝶扇彩』（ぼたんにちょうおうぎのいろどり）とは、歌舞伎・日本舞踊の演目のひとつ。また長唄の曲目のひとつ。明治11年（1878年）6月、東京新富座にて初演。のちにその一部が『元禄花見踊』（げんろくはなみおどり）と称して上演されている。

## 解説
明治11年6月、新富座は設備も改めての開場式を6日と7日の両日に行った。このとき座元の守田勘彌以下一座の役者たちが舞台に居並び、九代目市川團十郎と五代目尾上菊五郎の二人が一座を代表して口上を述べた後、まず本行通りの式三番が團十郎、菊五郎、初代市川左團次の三人で上演され、そのあと両花道より一座惣出で役者たちが出てきて、長唄の伴奏で「元禄年間の風俗を模（うつ）せし手踊り」となった。この「手踊り」に使った長唄の曲が、現在『元禄花見踊』と称して伝わるものである。作詞は竹柴瓢助、作曲は三代目杵屋正次郎、振付けは初代花柳壽輔。これらの役者たちが引っ込むと再び團十郎、菊五郎、左團次が能装束で石橋の所作事を演じた。
6月10日には本興行が始まり、演目として徳川家康を題材とした『松栄千代田神徳』（まつのさかえちよだのしんとく）と、大切に『牡丹蝶扇彩』が出された。初演の時の番付にはその外題の角書きに、「上の巻は石橋の赤垂毛/下の巻は末広の白張傘」とあり、上の巻は團十郎、菊五郎、初代市川左團次の三人が開場式と同じ石橋の所作事を見せたが、辻番付と役割番付などを見ると下の巻では常磐津、富本、清元も使い、江戸麹町の町人たちが江戸城で催された町入能を見終わって退出ののち、城門前に集まるという場面があったとみられる。ただし絵本番付には石橋の所作事と「元禄踊」だけが描かれている。
新富座の開場式で演じられた「手踊り」（元禄踊）は『元禄花見踊』の名で伝わり、現在では元禄時代風のいでたちをした人々が惣踊りをするという長唄の所作事として上演されている。
曲も二上りの派手で賑やかなものなので、その旋律は歌舞伎や日本舞踊以外にも使われており、落語では五代目・六代目・七代目の三遊亭圓楽（円楽）の代々のほか、初代三笑亭夢丸、古今亭志ん彌、古今亭菊春（前弾き部分を使用）、古今亭菊之丞（追い回し部分を使用）など多数の噺家の出囃子として使われている。

## 初演の時の主な役割
- 猿楽師米津掃部（石橋）…初代市川左團次
- 麹町の家主岩城の升兵衛…五代目市川小團次
- 梅八忰町並の十三…二代目尾上菊之助
- 猿楽師寺嶋主殿（石橋）、麹町の家主平川の梅八（二役）…五代目尾上菊五郎
- 麹町の弁当方八兵衛…三代目中村仲蔵
- 梅八女房お幸…八代目岩井半四郎
- 猿楽師堀越左近（石橋）、麹町の家主年番の大蔵（二役）…九代目市川團十郎